# Бібліотека № 15 для дітей (Київ, Солом'янський)
Бібліотека № 15 для дітей Солом'янського району м. Києва. Входить до Центральної бібліотечної системи Солом'янського району м. Києва

## Характеристика
Площа приміщення бібліотеки - 253 м², книжковий фонд - 25,0 тис. примірників. Щорічно обслуговує 2,4 тис. користувачів. Кількість відвідувань - 21,0 тис., книговидач - 44,5 тис. примірників.

## Історія бібліотеки
Бібліотека відкрита у 1968 році, а у 1974 році переїхала в нове приміщення. Розташована в густо населеному мікрорайоні зі зручними транспортними розв'язками, в оточенні компактно згрупованих навчальних закладів. Структура: відділ обслуговування дітей дошкільного віку та учнів 1-4 класів; відділ обслуговування учнів 5-9 класів, читальна зала, ігровий куточок. У бібліотеці є Інтернет, Wi-Fi.
Бібліотека здійснює діяльність по: 
- популяризації книги й знань;
- заохоченню до читання;
- формуванню інформаційної культури;
- організації дозвілля дітей у мікрорайоні